# Walter von Oepen
Walter von Oepen (* 20. März 1954 in Lüdenscheid) ist ein ehemaliger deutscher Handballspieler und -trainer. Der rechte Rückraumspieler wurde mit dem TSV Grün-Weiß Dankersen einmal Deutscher Meister. Er bestritt sieben Länderspiele für die deutsche Nationalmannschaft, mit der er 1976 an den Olympischen Spielen in Montreal teilnahm.

## Karriere
Von Oepen wechselte 1975 vom Schalksmühler TV in die Bundesliga zum amtierenden DHB-Pokalsieger TSV Grün-Weiß Dankersen. Im ersten Jahr bei seinem neuen Verein erlebte er zwei enttäuschende Final-Niederlagen. Zunächst verlor die Mannschaft das Finale des Europapokals der Pokalsieger gegen BM Granollers erst in der Verlängerung, dann folgte fünf Wochen später eine knappe Niederlage gegen den VfL Gummersbach im Finale um die Deutsche Meisterschaft. Jedoch konnte der DHB-Pokal mit einem Sieg über die SG Dietzenbach gewonnen werden. Im Folgejahr konnte dann auch durch einen 21:20-Sieg im Finale gegen TV Großwallstadt der Gewinn der Deutschen Meisterschaft gefeiert werden. 1979 folgte erneut der Gewinn des DHB-Pokals. Durch Verletzungen konnte von Oepen sein Leistungs-Niveau nicht ausreichend halten und schloss sich 1980 für ein Jahr wieder dem Schalksmühler TV an, kehrte dann jedoch nach Dankersen zurück und spielte für ein weiteres Jahr für die vierte Mannschaft in der 1. Kreisklasse.
Danach wurde er Spielertrainer beim TuSpo Meißen und trainierte bis 1988 nacheinander die C-, B- und A-Jugend Dankersens.
Walter von Oepen bestritt am 19. Januar 1975 in Rüsselsheim am Main gegen Israel sein erstes von insgesamt sieben Länderspielen, in denen er 13 Tore erzielte. Zudem wurde er von Bundestrainer Vlado Stenzel in den Kader der deutschen Nationalmannschaft für die Olympischen Spiele 1976 berufen.

## Erfolge
- Deutscher Meister (1): 1977
- DHB-Pokal-Sieger (2): 1976 und 1979
- Deutscher Vizemeister (1): 1976
- Vize-EHF-Europapokalsieger der Pokalsieger (1): 1976
- 4. Platz bei den Olympischen Spielen (1): 1976

## Privates
Von Oepen ist seit 1981 Schiedsrichter für die HSG Stemmer/Friedewalde. Mit seinem Gespann-Partner Wolfgang Budde leitete er von 1993 bis 1997 Spiele bis zur drittklassigen Regionalliga und derzeit noch Kreisklassen-Spiele. Von 1987 bis 1993 bekleidete er zudem das Amt des Kreisschiedsrichterwartes des Handballkreises Minden-Lübbecke.